# Purpuricenus globiger
Purpuricenus globiger är en skalbaggsart som beskrevs av Leon Fairmaire 1888. Purpuricenus globiger ingår i släktet Purpuricenus och familjen långhorningar. Inga underarter finns listade i Catalogue of Life.